# Lotario II di Walbeck
Lotario II, detto il Vecchio, (... – 986) fu conte di Walbeck.

## Biografia
Era figlio di Lotario I, conte di Walbeck. 
Tietmaro di Merseburgo riferì che suo nonno Lotario partecipò ad un complotto, in cui fu coinvolto il fratello del re Enrico, per assassinare Ottone I nella Pasqua del 941: la congiura fu però scoperta e di conseguenza perse tutte le sue proprietà (si veda anche le pagine di Ervino di Merseburgo e Billing). Fu imprigionato per un anno a Imgelheim da Bertoldo di Schweinfurt, conte di Radenzgau. Lotario pagò una multa pesante e fondò un monastero a Walbeck come espiazione. Il carceriere Bertoldo in seguito sposò la figlia di Lotario, Eilika. 
A Lotario succedette come conte di Walbeck suo figlio Sigfrido.

## Matrimonio e figli
Lotario sposò Matilde di Arneburg, figlia di Bruno della stirpe di Querfurt, conte di Arneburg, e Frederuna, figlia di Volkmar, conte di Harzgau. Il nipote di Matilde era Bruno di Querfurt, figlio di suo fratello Bruno il Vecchio, conte di Querfurt. Lotario e Matilde ebbero quattro figli: 
- Lotario III di Walbeck, che divenne margravio della marca del Nord (con il nome Lotario I);
- Eilika di Walbeck, che sposò Bertoldo di Schweinfurt, conte nel Radenzgau;
- Sigfrido I il Vecchio, conte di Walbeck, che sposò Cunigonda di Stade, figlia di Enrico I il Calvo, conte di Stade. Furono i genitori di Tietmaro di Merseburgo;
- Teodemaro (Dietmar) di Walbeck, abate di Corvey.